# Jakob Streitle
Jakob Streitle (11 december 1916 – 24 juni 1982) was een Duits voetballer en voetbaltrainer.

## Biografie
Streitle speelde in zijn jeugdjaren voor Ulm en begon in 1935 bij Bayern München, dat in die tijd een subtopper was en niet de topclub die het nu is. Hij speelde zijn hele carrière voor Bayern.
Op 14 mei 1938 werd hij voor het eerst voor de nationale ploeg opgeroepen in een wedstrijd tegen Engeland. Echter stelde coach Sepp Herberger Paul Janes, Hans Jakob en Reinhold Münzenberg op in de plaats van Streitle. De volgende dag speelden ook een Duits B-elftal tegen de Engelse profclub Aston Villa waarin hij wel zijn kans kreeg. Drie dagen later speelden de teams weer tegen elkaar en Herrberger was overtuigd van het kunnen van Streitle en nam hem op in de selectie voor het WK 1938 zonder één echte interland te spelen. In de eerste wedstrijd kwam hij niet aan de bak tegen Zwitserland, maar wel in de replay enkele dagen later. De Duitsers verloren en het toernooi was al afgelopen voor hen. Hij speelde nog 7 interlands tot in 1942 de voorlopig laatste interland gespeeld werd. In 1950 was hij er opnieuw bij toen Duitsland zijn wederoptreden maakte. In 1952 speelde hij zijn laatste interland.